# Istoričeski Pregled

2. Ausgabe aus dem Jahr 1953

Die Historical Review bulgarisch Исторически преглед Istoričeski Pregled ist eine bulgarische Zeitschrift für Geschichte, die vom Institut für historische Forschung an der Bulgarischen Akademie der Wissenschaften (kurz BAN) veröffentlicht wird. Sie ist die älteste historische Zeitschrift in Bulgarien, die seit 1945 ohne Unterbrechung veröffentlicht wird.
Die Zeitschrift wurde von der im November 1944 wiederhergestellten Bulgarischen Historischen Gesellschaft herausgegeben. Ihre erste Ausgabe erschien 1945. Zunächst wurden in der Zeitschrift wissenschaftliche Werke und Zusammenfassungen sowie populärwissenschaftliche Artikel zur bulgarischen Geschichte und Weltgeschichte von der Antike bis zur Gegenwart veröffentlicht.
Seit 1953 ist die Historical Review ein wissenschaftliches und theoretisches Gremium des Instituts für (bulgarische) Geschichte (heute Institut für historische Forschung) an der bulgarischen Akademie der Wissenschaften. Bis in die 1990er Jahre wurde die Historical Review in sechs Büchern pro Jahr veröffentlicht. Nach dieser Zeit wurde sie in 3 gepaarten Büchern veröffentlicht, was auf finanzielle Schwierigkeiten zurückzuführen ist. Ab 2018 erscheint das Magazin in 4 Einzelbüchern pro Jahr.
Im Laufe der Zeit entwickelte sich die Historical Review zu einer der renommiertesten wissenschaftlichen Zeitschriften für bulgarische Geschichte, in der die Meinungen prominenter bulgarischer und ausländischer Experten dargestellt werden. Informationen über die thematische Vielfalt der veröffentlichten Materialien liefert die Sammlung von Petar Koledarow und Emilia Kostowa Historical Review 1944–1964. Bibliographic Reference (aus dem Bulg. Списание Исторически преглед 1944–1964. Библиографски справочник, Sofia, 1970). Eine Analyse des politischen Drucks auf die Veröffentlichung des Magazins Politik wird von Todor Popnedelew in Historical Review Magazine, 1945–1948 (aus dem Bulg. Списание „Исторически преглед“, 1945–1948, Sofia, 2006) angeboten.
Nach dem Fall des Kommunismus in Bulgarien wurde die Zeitschrift wie die gesamte bulgarische Akademie der Wissenschaften dem Dekommunisierungsprozess unterzogen. So befasst sich Antoaneta Zapryanova in ihrem Artikel 60 Jahre des Historical Review Magazine (aus dem Bulg. 60 години списание „Исторически преглед“, IPR, 2005) mit einer kritischen Überprüfung der gesamten Periode des Bestehens der Zeitschrift.
Die Zeitschrift ist heute in die Rubriken: wissenschaftliche Artikel, Mitteilungen, Quellen, Historiographie, Hypothesen, Ereignisse und Persönlichkeiten, Siedlungsforschung, Aktuelle Geschichte, Historische Bildung, Rezensionen und Rezensionen, Review und weitere unterteilt. Seit 1990 werden auch thematische Bücher veröffentlicht, die sich aktuellen und bedeutenden Themen der Geschichte widmen.
Die Zeitschrift ist im russischen Index of Scientific Citation indexiert und sie wird über die elektronischen Bibliotheken EBSCO und CEEOL verteilt.

## Redaktionskollegium (Stand 2021)
- Chefredakteur: Prof. Ilja Todew
- Wissenschaftliche Sekretäre:  Assoc. Prof. Antoaneta Kirilova, Assoc. Prof. Violina Atanasova, Nikolay Poppetrov
- Mitglieder der Redaktion: Prof. Bistra Nikolova, Assoc. Prof. Gospodinka Nikova, Assoc. Prof. Dimitar Mitev, Prof. Iliya Iliev, Prof. Iliyana Marcheva, Prof. Yordanka Gesheva, Assoc. Prof. Petar Stoyanovich, Assoc. Prof. Rositsa Stoyanova, Assoc. Prof. Stefka Parveva, Prof. Tamara Stoilova
- Redaktionsbeirat: Prof. Günter Prinzing (Deutschland), Prof. Elena Supur (Rumänien), Prof. Iskra Schwarcz (Österreich), Prof. Maria Todorova (USA), Prof. Ma Xipu (China), Prof. Mikhail Stanchev (Ukraine), Prof. Tatiana Volokitina (Russland)